# محمد كامل القليوبي

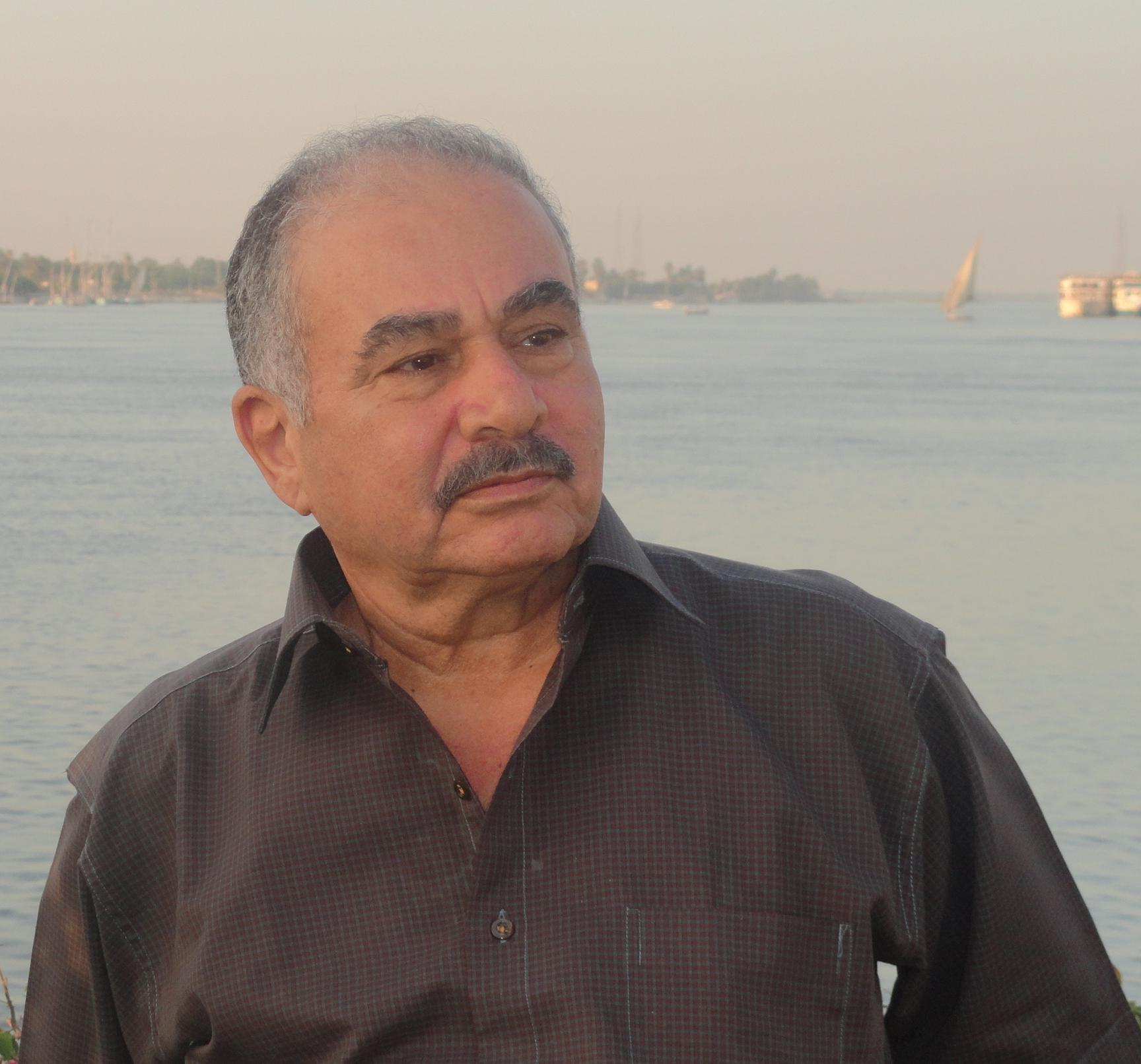
المخرج الراحل محمد كامل القليوبي

محمد كامل القليوبي (8 مايو 1943 - 2 فبراير 2017)، مخرج سينمائي وكاتب سيناريو مصري، الأستاذ الدكتور بالمعهد العالي للسينما، ورئيس المجلس القومي للسينما (1999 - 2001). أثرى الحياة الفنية بمجموعة متنوعة من الأعمال السينمائية، بما فيها خمسة أفلام روائية طويلة ومجموعة من الأفلام الوثائقية، كما عُرف بأنه مؤرخ السينما المصرية.

## نشأته وتعليمه
نشأ محمد كامل القليوبي في حي شبرا في القاهرة، وهو الابن الأكبر لكامل محمد القليوبي، وكيل الوزارة بالجهاز المركزي للمحاسبات، وعُرف محمد كامل القليوبي منذ صغره بحبه للقراءة والثقافة والفنون. 
حصل محمد كامل القليوبي على درجة البكالوريوس في الهندسة المدنية من كلية الهندسة بجامعة عين شمس عام 1969، قبل أن يدفعه عشقه للسينما إلى الالتحاق بالدراسات العليا في تخصص الإخراج والسيناريو في المعهد العالي للسينما في بداية السبعينيات. 
وفي إطار مشروع تخرجه بالمعهد، أخرج محمد كامل القليوبي أول فيلم له بعنوان «حكاية ما جرى في مدينة نعم» بنقل مشاهده إلى أجواء مصر في السبعينيات وتطلعات شباب جيله لتحقيق مبادئ الحرية والديمقراطية والمساواة.
في عام 1979، توجه محمد كامل القليوبي إلى موسكو، حيث حصل في عام 1986 على درجة الدكتوراه في فلسفلة الفنون من معهد السينما الاتحادي («فجيك») الذي يعتبر من المعاهد الرائدة عالمياً في مجال السينما.

## أفلامه الروائية
ثلاثة على الطريق (1993): فيلم روائي بطولة الفنان محمود عبد العزيز. محمود سائق لوري يقوم برحلة من الأقصر إلى طنطا على مدار يومين. وخلال رحلته على الطريق يركب معه الطفل خليل الذي هرب من قسوة زوجة أبيه لكي يتجه إلى أمه في طنطا، كما تركب معه أيضا في اللوري تحية لكي يوصلها إلى صديقة لها. حصل الفيلم على جائزة لجنة التحكيم الخاصة في بينالي السينما العربية في باريس عام 1994.

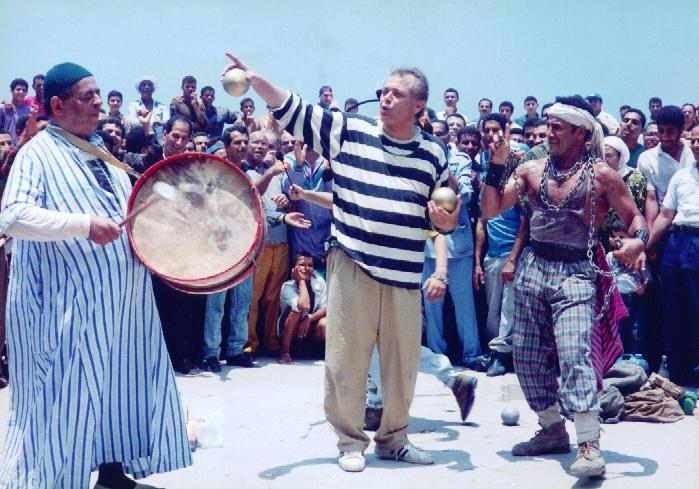
"البحر بيضحك ليه" بطولة الفنان محمود عبد العزيز

البحر بيضحك ليه (1995): يُصاب حسين الذي يؤدي دوره محمود عبد العزيز، بحالةٍ من الاكتئاب الشديد بسبب الروتين الممل للعمل وضغوط حياته كموظف وزوج وأخ، فيقرر الهروب من واقعه ومن عمله وأسرته، يخرج إلى الشارع، وأثناء تجواله يتعرف على نعيمة التي تعمل حاوية في إحدى الفرق الجوالة بالشوارع ويقع في غرامها. حصل الفيلم على مجموعة من الجوائز بالمهرجانات السينمائية المصرية، بما فيها جائزة أحسن إخراج (عمل أول أو ثاني) في المهرجان القومي للسينما، وأول فيلم عربي يشارك في مسابقة «نيوتايجر» في مهرجان روتردام السينمائي الدولي عام 1995.
أحلام مسروقة (1999): في ظل ظاهرة الإرهاب الذي اجتاح مصر في التسعينيات، طبيب وزوجته الباحثة في المركز القومي، يتوفى ابنهما ضحية حادث إرهابي في أثناء محاولة اغتيال شخصية حكومية، ويتم نقل القتلى والمصابين إلى المستشفى الذي يعمل فيه والد الطفل ويحاول إنقاذ المصابين، ومن بينهم أحد الإرهابيين، بعدما رأى الطبيب أن مواجهة الإرهاب لا يجب أن تواجه بإرهاب.
اتفرج يا سلام (2001): ينجح ماجد في إنقاذ سائحة أمريكية عجوز من الموت بأزمة صحية طارئة. عندما تعود السائحة الأمريكية لبلدها تموت، ويتضح أنها يهودية الديانة، ترسل وصيتها بفاكس لمنح ماجد ثلث التركة وقدرها 151 مليون دولار بشرط قبوله الإشراف على تنفيذ الوصية لصالح جهات إسرائيلية، إلا أنه يرفض الثروة حتى لا تستفيد إسرائيل.
خريف آدم (2002): أحداث الفيلم مستوحاة من قصة «ابن موت» للكاتب المصري محمد البساطي. تدور مجريات الأحداث في قرية صغيرة في جنوب مصر على مدى 20 عاما، حيث ينتظر آدم الذي يؤدي دوره الفنان هشام عبد الحميد، اللحظة المناسبة للأخذ بالثأر لمصرع ابنه أثناء حفل زفافه وتسيطر هذه الفكرة عليه تماما، ولا يحيا إلا من أجلها.
حصل «خريف آدم» على عدد من الجوائز، بما فيها جائزة أحسن فيلم عربي في مهرجان القاهرة السينمائي الدولي عام 2002، ومجموعة جوائز المهرجان القومي للسينما عام 2003، كما اختارته أكاديمية العلوم والفنون السينمائية الأميركية للمشاركة في مسابقة أوسكار عام 2005.

## من أفلامه الوثائقية
محمد بيومي ووقائع الزمن الضائع (1989): فيلم وثائقي أكد دور المخرج والفنان التشكيلي والمصور والزجال والصحفي وضابط الجيش وأول مصري يقف خلف كاميرا ليسجل وقائع الحياة المصرية بعين وحس مصريين، محمد بيومي كالرائد الأول للسينما المصرية، وصحّح تاريخ السينما المصرية الذي تم تناوله على نحو خاطئ لسنوات طويلة. حصل على الجائزة الذهبية لمهرجان دمشق السينمائي الدولي عام 1991.

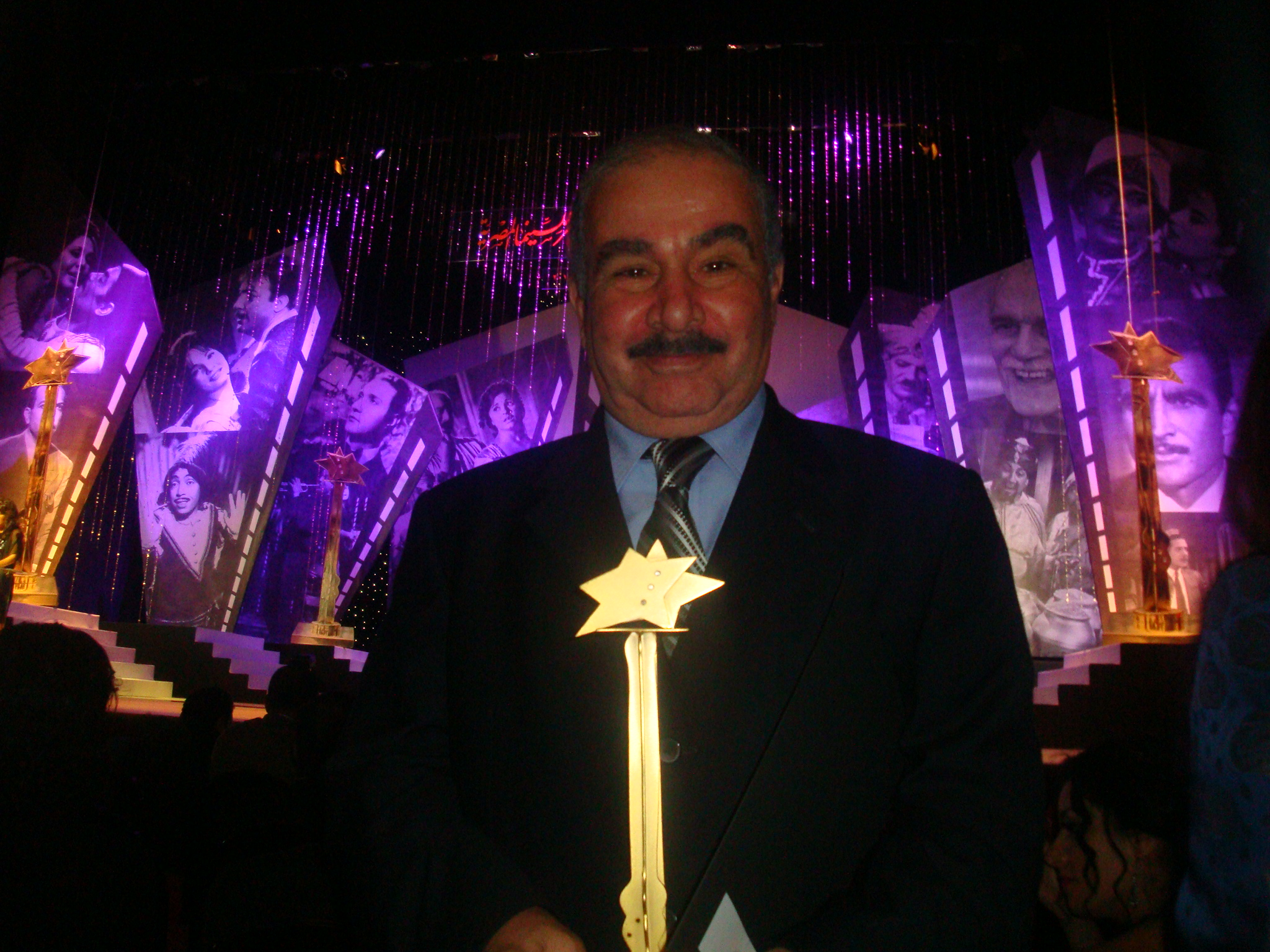
القليوبي أثناء تكريمه بالمهرجان القومي للسينما المصرية عام 2010

أسطورة روز اليوسف (2002): يحكي الفيلم قصة روز اليوسف من خلال عيون من حالفهم الحظ وعرفوها وعملوا معها. ويُعد هذا الفيلم أول تقييم سينمائي لهذه المرأة وموقعها المركزي في الحياة الثقافية والفنية والسياسية بمصر.
نجيب الريحاني... في ستين ألف سلامة (2008): يتمحور موضوع الفيلم حول حياة الممثل الكوميدي نجيب الريحاني (1889 - 1949). وتحكي جينا الريحاني ابنة الممثل الراحل والتي يطلق عليها «جيزيل» قصة غامضة عاشها نجيب الريحاني مع امرأة أحبها لأكثر من 30 عاماً.
اسمي مصطفى خميس (2013): فيلم وثائقي يتناول واحدة من أكثر القضايا غموضا في تاريخ مصر المعاصر وثورة 23 يوليو/تموز 1952، ويسرد قصة إعدام العاملين في شركة مصر للغزل والنسيج، مصطفي خميس ومحمد حسن البقري، بعد محاكمتهما عسكرياً.